# Хушоді
Хушоді́ (тадж. Хушодӣ) — село у складі Хатлонської області Таджикистану. Адміністративний центр джамоату Джури Назарова Шахрітуського району.
В радянські часи село називалось Хошади.
Населення — 2606 осіб (2017).